# 헬무트 란
헬무트 란(독일어: Helmut Rahn, 1929년 8월 16일 ~ 2003년 8월 14일)은 독일의 은퇴한 축구 선수이다. 1954년 FIFA 월드컵 우승의 주역이며 결승전에 2골을 터트렸다. 영화 《베른의 기적》의 주인공이 동경하던 선수로 나오기도 하였다.